# پی ساختمان

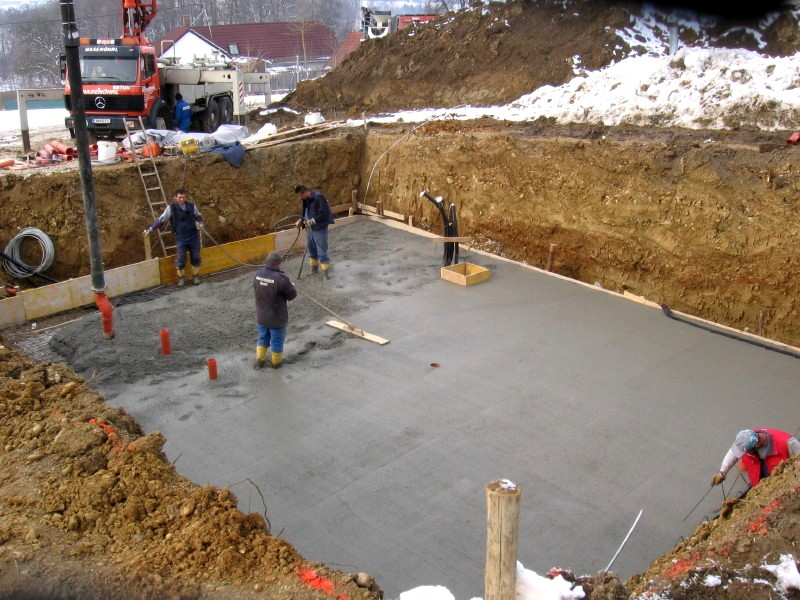
بتن ریزی برای ساخت پِی

پِی، شالوده یا فونداسیون (به فرانسوی: Fondation) سازه‌ای است که برای تحمل بارهای سازه‌ای و توزیع بارها بر روی زمین ساخته می‌شود.
مهم‌ترین نقش پِی جلوگیری از ریزش ساختمان است. پِی باید بارهای مختلف وارد بر ساختمان را دریافت کند و این بارها را به گونه‌ای به زمین زیرین منتقل کند که ساختمان به صورت عمودی و پایدار باقی بماند. این بارها ممکن است شامل موارد زیر باشد:
- بارهای مرده؛ وزن ترکیبی همه اجزای دایمی ساختمان، از جمله قاب سازه، کف، سقف و دیوارها، تجهیزات الکتریکی و مکانیکی اصلی دایمی و خود پِی
- بارهای زنده، بارهای غیردائمی ناشی از وزن ساکنان ساختمان، اثاثیه و تجهیزات متحرک
- بارهای باران و برف، که عمدتاً روی سقف ساختمان‌ها به سمت پایین عمل می‌کنند
- بارهای باد، که می‌توانند به صورت جانبی، رو به پایین یا بالا بر روی ساختمان عمل کنند
- بارهای لرزه‌ای، نیروهای دینامیکی افقی و عمودی ناشی از حرکت زمین نسبت به ساختمان در هنگام زلزله
- بارهای ناشی از خاک و فشار هیدرواستاتیک، از جمله بارهای فشار جانبی خاک متشکل از فشارهای افقی زمین و آب زیرزمینی در برابر دیوارهای زیرزمین. در برخی موارد، نیروهای بالابرنده شناوری از آب‌های زیرزمینی، که مشابه نیروهایی است که باعث شناور شدن قایق می‌شود. در موارد دیگر، بارهای سیل، و نیروی جانبی که می‌تواند در مناطق مستعد سیل رخ دهد
- در برخی ساختمان‌ها، نیروهای افقی ناشی از اجزای سازه‌ای با دهانه بلند، مانند قوس‌ها، قاب‌های صلب، گنبدها، طاق‌ها یا سازه‌های کششی

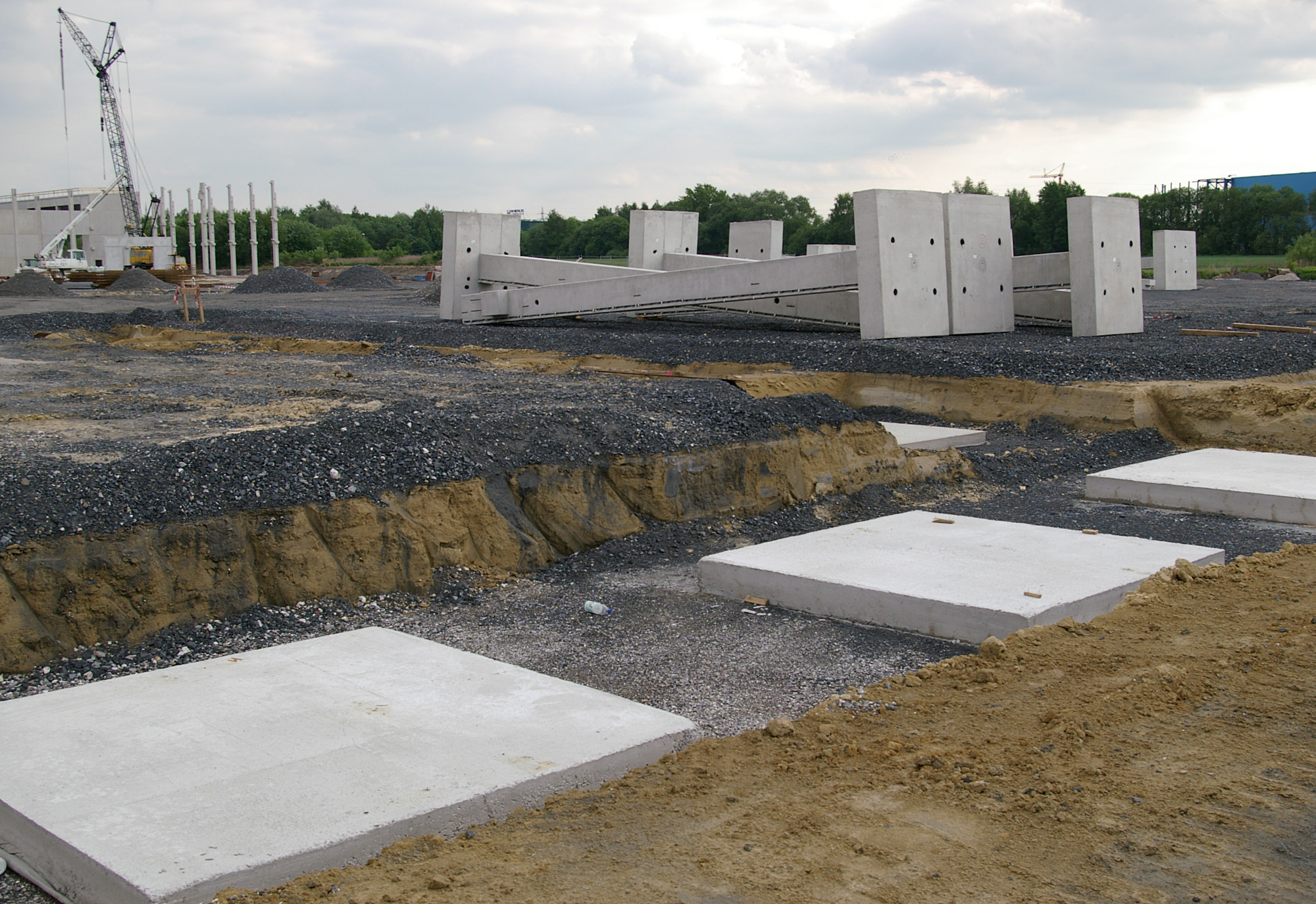
استفاده از قطعات بتنی پیش‌ساخته به عنوان پی

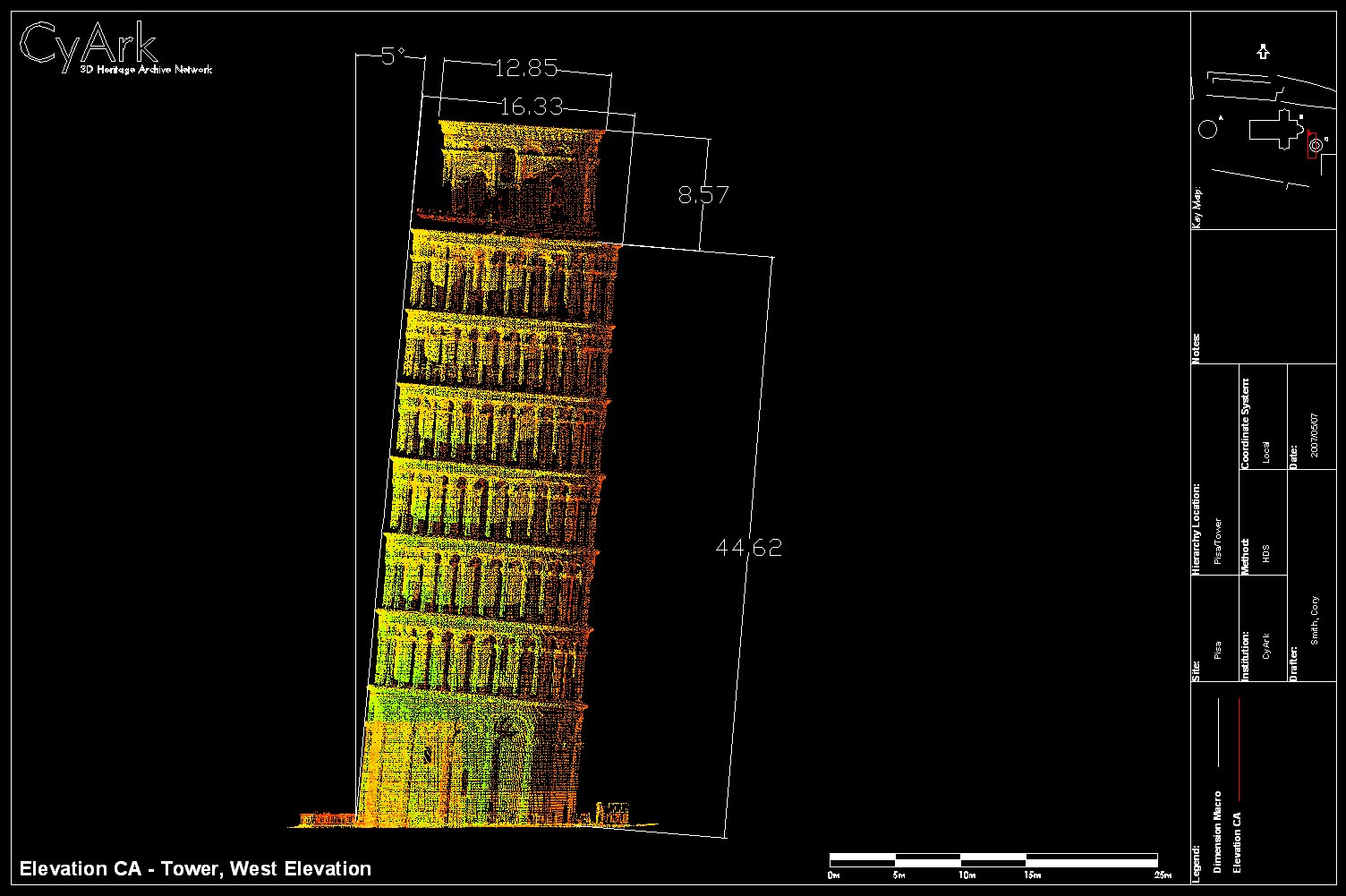
برج کج پیزا یکی از نمونه‌های معروف طراحی نامناسب پِی است. در این نمای جانبی که توسط داده‌های اسکن لیزری به‌دست آمده‌است، میزان انحراف آن مشخص گردیده‌است.

پِی‌ها باید نشست را محدود کنند. همه پِی‌ها توسط بارهای وارده توسط ساختمان بالا تا حدودی نشست کرده و فشرده می‌شوند. در طول عمر ساختمان، نشست نباید از مقادیری تجاوز کند که باعث آسیب‌های سازه‌ای، آسیب به اجزای غیرسازه‌ای یا تداخل در عملکرد ساختمان شود. فونداسیون‌ها روی سنگ بستر (bedrock) مقدار ناچیزی نشست می‌کنند. پی در انواع دیگر خاک ممکن است بیشتر نشست کند، اما پی‌ها معمولاً به گونه‌ای طراحی می‌شوند که حداکثر نشست فقط چند میلیمتر باشد. در موارد نادر، ساختمان‌ها ممکن است به میزان قابل توجهی نشست کنند. به عنوان مثال، کاخ هنرهای زیبای مکزیکوسیتی، از زمان ساختش در اوایل دهه ۱۹۳۰، تقریباً ۴٫۰ متر در خاک رسی که روی آن بنا شده‌است، فرورفته است.
در جایی که پِی‌ها، زیرزمین‌ها یا سایر فضاهای قابل استفاده را محصور می‌کنند، باید آن فضاها را خشک و در دمای مطلوب نگه دارند. در مواردی که پِی‌ها نزدیک به سایر ساختمان‌های موجود ساخته می‌شوند، نباید شرایط زمین را به گونه‌ای تغییر دهند که بر ساختمان‌های مجاور تأثیر منفی بگذارد. همچنین، پِی‌ها هم از نظر فنی و هم از لحاظ اقتصادی باید امکان‌پذیر باشند.

## طبقه‌بندی مصالح خاکی

A,B،C افق خاک را نشان می‌دهند. A نشان‌دهندهٔ خاک سطحی (topsoil); B نشان‌دهندهٔ رِگولیت (سنگ پوشه)؛ C نشان‌دهندهٔ ساپرولیت (پوده سنگ)؛ و R آخرین لایه نشان‌دهندهٔ سنگ بستر است.

برای طراحی پی، مصالح خاکی بر اساس اندازه ذرات، وجود محتوای آلی، و در مورد خاک‌های با دانه‌های ریزتر، حساسیت به رطوبت، طبقه‌بندی می‌شوند.
1. تخته‌سنگ‌ (Consolidated rock) یا سنگ بستر، توده متراکم و پیوسته‌ای از مواد معدنی است که تنها با حفاری، شکستن یا انفجار می‌توان آن را برداشت. تخته‌سنگ به ندرت کاملاً یکپارچه است و ممکن است از نظر ترکیب یا ساختار متفاوت باشد، یا ترک‌هایی از آن عبور کند. علیرغم چنین تغییراتی، سنگ بستر به‌طور کلی قوی‌ترین و پایدارترین مصالحی است که می‌توان بر روی آن ساختمانی را بنا کرد.[۳]
2. خاک یک اصطلاح کلی است که به هر ماده خاکی که ذره‌ای باشد اشاره دارد. استاندارد ASTM D2487 خاک‌های ذره‌ای را به شرح زیر تقسیم می‌کند:[۳][۴]
  - گرداله (Boulder)، سنگ‌هایی با قطر بیش از ۳۰۰ میلیمتر هستند.
  - قلوه‌سنگ‌ها (Cobble) کوچکتر از گرداله‌ها هستند اما قطر آنها بیشتر از ۷۵ میلیمتر است.
  - شن (Gravel) از ۷۵ میلی‌متر تا ۴٫۷۵ میلیمتر قطر دارد.
  - ماسه (Sand) قطری بین ۴٫۷۵ میلی‌متر تا ۰٫۰۷ میلیمتر دارد.
  - شن و ماسه در مجموع به عنوان خاک دانه درشت (coarse-grained soils) نیز شناخته می‌شوند.
  - ذرات لای یا سیلت (Silt) کوچکتر از ۰٫۰۷۵ میلی‌متر هستند. مانند ماسه و شن، ذرات سیلت تقریباً کروی شکل هستند.
  - ذرات رس نیز کوچکتر از ۰٫۰۷۵ میلی‌متر تعریف می‌شوند، اگرچه معمولاً آنها تا ۱۰ مرتبه یا بیشتر کوچکتر هستند. همچنین، برخلاف ذرات دانه‌دار بزرگ‌تر، آنها به جای کروی، تخت یا صفحه‌شکل هستند.
  - به مجموع لای و رس نیز خاک ریزدانه گفته می‌شود.

در میدان کار، انواع اصلی خاک را می‌توان تقریباً با آزمایشات دستی ساده تشخیص داد. دو دست برای بلند کردن یک تخته سنگ و یک دست برای بلند کردن قلوه سنگ لازم است. اگر بتوانید به راحتی فقط یک ذره را بین دو انگشت بلند کنید، آن شن است. اگر تک‌تک ذرات خاک به اندازه‌ای بزرگ باشد که دیده شود، اما کوچکتر از آن باشد که بتوان آن‌ها را به‌تنهایی برداشت، آن‌ها ماسه هستند. اگر ذرات کوچکتر از آن باشند که با چشم غیر مسلح دیده شوند، آنها سیلت یا خاک رس هستند. خاک‌های رسی هنگامی که خیس می‌شود مانند بتونه چسبنده هستند. وقتی خشک می‌شوند، سفت می‌شوند. سیلت‌ها در هنگام خیس شدن چسبناک نیستند و در هنگام خشک شدن چسبندگی کمی دارند یا اصلاً چسبندگی ندارند.

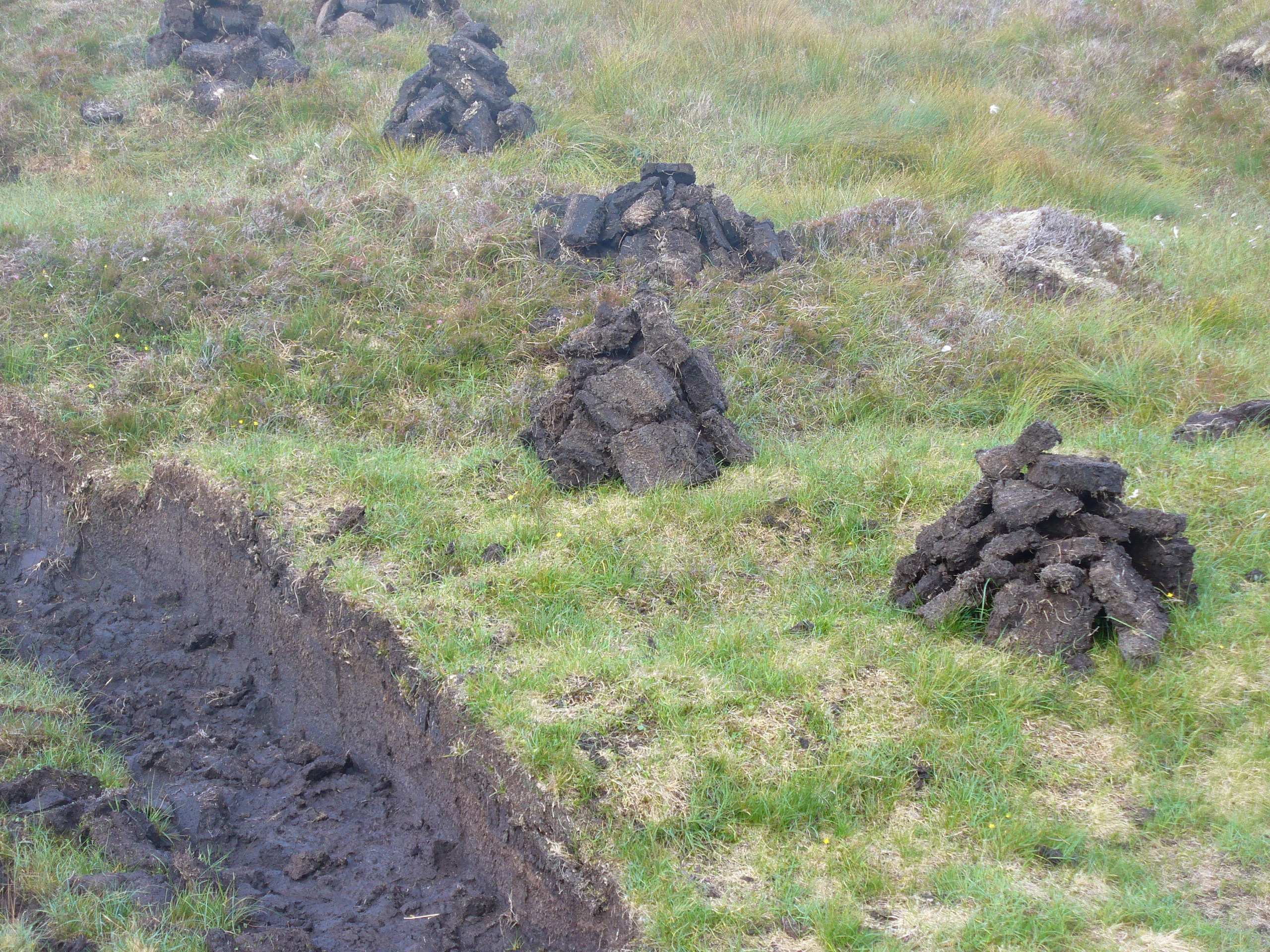
پوده، خاک‌های سطحی و سایر خاک‌های آلی برای حمایت از پی ساختمان مناسب نیستند.

پوده (Peat)، خاک سطحی (topsoil) و سایر خاک‌های آلی برای حمایت از پی ساختمان مناسب نیستند. محتوای مواد آلی، آنها را اسفنجی و حساس به تغییرات محتوای آب یا فعالیت بیولوژیکی در خاک می‌کند.

## اکتشاف زیرسطحی و آزمایش خاک
فرایند شناسایی لایه‌های نهشته در زیر بنای پیشنهادی و شناسایی ویژگی‌های فیزیکی آن‌ها، عموماً به عنوان اکتشاف زیرسطحی شناخته می‌شود. برای همه ساختمان‌ها به جز ساختمان‌های کوچک، طراحی پی با بررسی شرایط خاک در محل انجام می‌شود. گودال‌های آزمایشی را می‌توان زمانی حفر کرد که فونداسیون از عمق تقریباً ۳ متر بیشتر نباشد، که حداکثر دسترسی عملی ماشین‌های خاک‌برداری کوچک است. لایه‌های خاک و شرایط آب زیرسطحی را می‌توان در گودال مشاهده کرد و برای ارزیابی نمونه‌برداری کرد. آب زیر سطح زمین را آب زیرزمینی و ارتفاعی که در آن خاک به‌طور کامل از آب‌های زیرزمینی اشباع شده باشد، سطح آب زیرزمینی (water table) نامیده می‌شود. اگر سطح آب در عمق یک گودال آزمایشی حفر شده در خاک‌های درشت‌دانه قرار گیرد، به آسانی قابل مشاهده خواهد بود، زیرا گودال به سرعت تا آن سطح از آب پر می‌شود. گودال‌های آزمایشی حفر شده در خاک‌های ریزدانه با نفوذپذیری کمتر ممکن است به راحتی ارتفاع سطح آب را آشکار نکنند، زیرا آب‌های زیرزمینی ممکن است به آرامی در خاک نفوذ کنند. در چنین مواردی، ارتفاع سطح آب زیرزمینی را می‌توان با یک چاه رویت حفر شده جداگانه یا دستگاه‌هایی که فشار آب را در داخل خاک اندازه‌گیری می‌کنند، تعیین کرد.
در جایی که گودال‌های آزمایشی باز عملی نیستند یا اطلاعاتی در اعماق بیشتر مورد نیاز است، سوراخ‌های آزمایشی با دستگاه‌های حفاری قابل حمل، انجام می‌شوند. با پیشرفت حفاری، شرایط خاک در فواصل منظم و به ویژه هنگامی که لایه‌های مختلف خاک با هم مواجه می‌شوند، ارزیابی می‌شوند. چگالی خاک و ظرفیت باربری بالقوه با شمارش ضربات چکش روی یک لوله توخالی با انتهای باز به نام نمونه‌گیر نفوذ (penetration sampler) ارزیابی می‌شود، زیرا در فاصله استانداردی به داخل چاه گمانه (borehole) پیش می‌رود. نمونه‌های استخراج شده از حفاری در میدان، مورد بررسی قرار می‌گیرند و اغلب برای آزمایش در آزمایشگاه نیز فرستاده می‌شوند. سوراخ‌های آزمایشی می‌توانند اطلاعات مربوط به هر لایه خاک مانند نوع، عمق و ضخامت خاک و همچنین شرایط آب زیرزمینی را نشان دهند. معمولاً چندین سوراخ در نقاط مختلف یک سایت زده می‌شود. موقعیت و اطلاعات هر یک نقشه‌برداری می‌شود و نتایج درون‌یابی می‌شوند تا تصویر کامل‌تری از شرایط زیرسطحی کل برای استفاده توسط مهندس شالوده ایجاد شود.

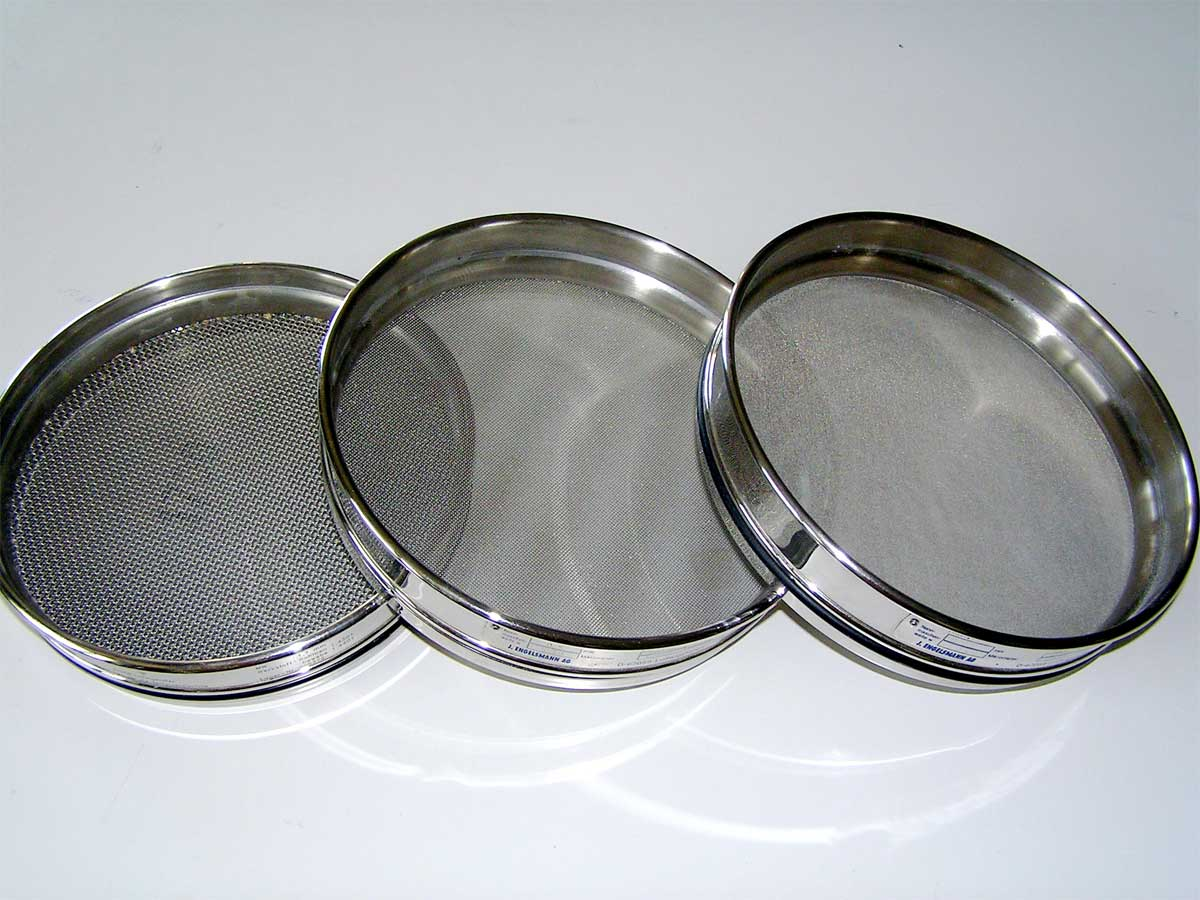
غربال‌های مورد استفاده در آنالیز غربال برای تعیین اندازه دانه‌بندی در خاک‌های درشت‌دانه.

آزمایشات بار نیز ممکن است در محل ساخت‌وساز برای ارزیابی بیشتر ظرفیت باربری و پایداری خاک انجام شود. در جایی که خاک‌های باربر توسط گودال‌های آزمایشی در معرض دید قرار گرفته‌اند، ممکن است یک چارچوب موقت برای حمایت از بلوک‌های بتنی بزرگ ساخته شود تا بار استاتیکی (ثابت) به خاک‌های در معرض دید اعمال شود و واکنش آنها در طی چند روز یا چند هفته مشاهده شود. در جاهایی که از پی‌های عمیق‌تر استفاده می‌شود (به عنوان مثال، شمع‌های اصطکاکی)، از بارگذاری‌های استاتیکی یا دینامیکی (ضربه کنترل شده) این عناصر ممکن است برای تأیید اینکه به لایه‌های باربر مورد نظر رسیده‌اند و اینکه طبقات و عناصر پی مطابق پیش‌بینی رفتار می‌کنند، استفاده شود. در آزمایشگاه، نمونه‌های خاک خشک می‌شوند و سپس با استفاده از مجموعه‌ای از غربال‌ها با صفحه‌های توری سیمی با فاصله‌های مختلف، درجه‌بندی ذرات تعیین می‌شود. همان‌طور که یک نمونه خاک از میان الک‌های متوالی ریزتر عبور داده می‌شود، ذرات با اندازه‌های مختلف از هم جدا می‌شوند و کمیت نسبی هر کدام تعیین می‌شود. برای خاک‌های بسیار ریز، اندازه ذرات با مخلوط کردن خاک با آب و مشاهده سرعت رسوب ذرات از سوسپانسیون مایع تعیین می‌شود (ذرات بزرگتر سریعتر از ذرات کوچکتر ته‌نشین می‌شوند). به‌طور کلی توزیع اندازه دانه در خاک‌های درشت‌دانه با استفاده از آنالیز غربال و برای خاک‌های ریزدانه با استفاده از آنالیز هیدرومتر به‌دست آورده می‌شود.
برای خاک‌های چسبنده، ویژگی‌هایی مانند حد مایع و حد خمیر (plastic limit) (درصد آبی که در آن خاک از جامد به خمیر تبدیل می‌شود) تعیین می‌شود. آزمایش‌های اضافی می‌توانند درصد آب خاک، نفوذپذیری، پتانسیل آبگونه‌سازی (liquefaction)، ترکیبات شیمیایی، پتانسیل انبساط، استحکام در برش و فشار، و پتانسیل تحکیم را تعیین کنند.
اطلاعات به دست آمده از طریق اکتشاف زیرسطحی و آزمایش‌های آزمایشگاهی در یک گزارش ژئوتکنیکی مکتوب خلاصه می‌شود. این گزارش می‌تواند شامل توصیه‌هایی برای بارهای مجاز برای لایه‌های مختلف خاک، انواع پی مناسب، نرخ تخمینی نشست پی، زهکشی خاک و نیاز به ضدآب شدن پی و سایر اطلاعات مرتبط باشد. این گزارش توسط مهندسین در طراحی گودبرداری، سیستم‌های پشتیبانی گودبرداری، آبگیری، پی ساختمان و زیرسازی استفاده می‌شود. این اطلاعات همچنین توسط پیمانکاران در برنامه‌ریزی و اجرای کار خود در حین ساخت استفاده می‌شود.

## بهسازی زمین
زمانی که شرایط خاک در سایت مناسب نیست یا زمانی که می‌توان با بهبود شرایط زمین، پروژه را با صرفه اقتصادی بیشتری ساخت، مهندس ژئوتکنیک چندین گزینه دارد. برخی از تکنیک‌های مختلف بهسازی زمین عبارتند از: فشرده‌سازی زمین (field compaction)، لرزه شناوری (vibroflotation)، انفجار، پیش فشرده‌سازی (precompression)، زهکشی عمودی پیش ساخته (prefabricated vertical drains)، تثبیت شیمیایی، ستون‌های سنگی و تراکم دینامیکی (dynamic compaction). هر تکنیکی محدودیت‌های خود را دارد و مهندس ژیوتکنیک لازم است قبل از انتخاب مناسب‌ترین روش برای اصلاح شرایط زمین، آنها را کاملاً درک کند.

## انواع پِی

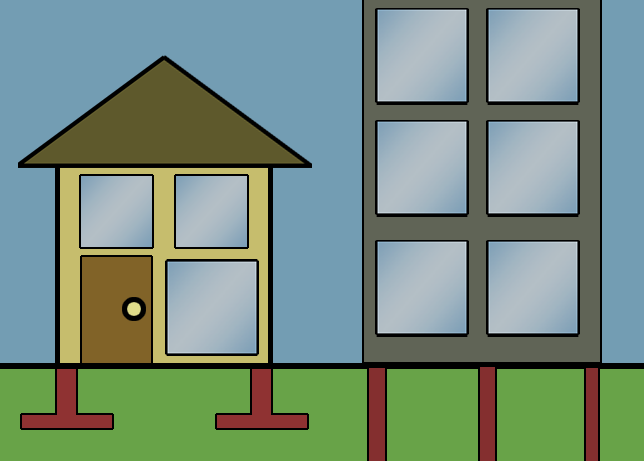
پِیِ سطحی در زیر یک واحد مسکونی (چپ)، پِیِ عمیق در زیر یک آسمان‌خراش (راست)

دو نوع پِی وجود دارد: پِی کم‌عمق (Shallow Foundations) و پِی عمیق (Deep foundations). پِی یا فونداسیون‌های کم‌عمق بارهای ساختمان را به زمین نزدیک به پایه زیربنا (substructure) منتقل می‌کند. پِی‌های عمیق، شمع‌ها (piles) یا کیسون‌ها (caissons)، از درون لایه‌های ضعیف یا ناپایدار به سمت پایین امتداد می‌یابند تا به خاک یا صخره‌های مناسب‌تری در عمق زمین برسند. پِی‌های کم‌عمق نسبت به پایه‌های عمیق هزینه کمتری دارند و تا جایی که ممکن است از پی‌های کم عمق استفاده می‌گردد.
بهترین انتخاب نوع پِی برای هر ساختمان خاص گاهی اوقات واضح است، به خصوص در جایی که پی‌های کم‌عمق جوابگو باشند. در موارد دیگر، برای تعیین طرح بهینه ممکن است نیاز به بررسی و ارزیابی عمیق باشد. انواع خاک زیرسطحی، شرایط آب زیرزمینی و الزامات ساختاری روبنا ملاحظات اولیه هستند. علاوه بر این، شیوه‌های ساخت‌وساز محلی؛ ملاحظات زیست‌محیطی، سر و صدا، ترافیک، و دفع مواد زمین و آب؛ اثرات بالقوه بر روی خواص مجاور؛ برنامه زمانی ساخت‌وساز؛ و ملاحظات دیگری ممکن است وارد عمل شوند.

### پِی‌های کم عمق

#### پایه‌های گسترده (Spread Footings)

انواع پی‌های کم عمق مورد استفاده در سازه.

بیشتر پِی‌های کم‌عمق، پایه‌های بتنی ساده هستند. پایه‌های پهن بارهای متمرکز را از بالا می‌گیرند و آن‌ها را در سطحی از خاک به اندازه کافی گسترده می‌کنند که از فشار ایمن خاک تجاوز نکند. پایه ستون (column footing) یک بلوک مربعی بتنی به همراه یا بدون تقویت‌کننده فولادی است که بار ستون را به خاک زیر توزیع می‌کند. پایه دیوار (wall footing) یا پایه نواری (strip footing)، یک نوار پیوسته از بتن است که عملکرد مشابهی را برای دیوار باربر انجام می‌دهد. برای به حداقل رساندن نشست، پایه‌های پخش شده باید روی خاک دست نخورده قرار گیرد. از طرف دیگر، در جایی که مناطقی از خاک نامناسب در سطح باربری وجود دارد، خاک موجود ممکن است برداشته شود و با مواد خاکی با استحکام بالاتر و پایدارتر که از خارج از سایت به درستی فرموله شده‌است، جایگزین شود. این مواد معمولاً تحت نظارت یک مهندس خاک، در لایه‌هایی قرار می‌گیرد، و تا تراکم مشخصی فشرده می‌شود، تا اطمینان حاصل شود که ظرفیت باربری و پایداری مورد نیاز حاصل می‌شود.
در آب و هوای سرد، پایه‌ها باید زیر خط یخبندان یعنی عمقی که زمین در زمستان تا آن حد یخ می‌زند، قرار گیرد. پِی‌هایی که در معرض دمای انجماد قرار دارند می‌توانند توسط خاکی که در هنگام یخ زدن منبسط می‌شود یا توسط عدسی‌های یخ (ice lenses) بلند شوند و آسیب ببینند. عدسی‌های یخ لایه‌هایی ضخیمی از یخ هستند که به شکل بخار آب از خاک به سمت بالا مهاجرت می‌کنند و در زیر پایه به دام می‌افتد.
در اقلیم‌هایی با یخ‌زدگی کم یا بدون یخ‌زدگی زمین، لبه‌های ضخیم شده یک دال بتنی روی‌زمین (slab-on-grade) می‌تواند به عنوان فوتینگ‌های ساده و ارزان برای ساختمان‌های یک و دو طبقه عمل کند. در جاهایی که پایه‌ها یا فوتینگ‌ها باید عمیق‌تر باشند، یا در جایی که کف‌ها بر روی یک فضای خزنده یا زیرزمین قرار دارند، دیوارهای بتنی یا بنایی که روی پایه‌های نواری قرار دارند، می‌توانند سازه بالا را تحمل کنند. هنگام ساخت و ساز در شیب‌ها، پایه‌های نواری برای حفظ عمق مورد نیاز پایه در تمام نقاط اطراف ساختمان پله می‌شوند. اگر شیب مکان یا اقدامات حفاظتی زلزله ایجاب کند، پایه ستون‌ها را می‌توان با تیرهای پیوندی بتن مسلح یا تیرهای روی زمین به هم متصل کرد تا پایداری پایه‌ها در هنگام قرار گرفتن در معرض نیروهای جانبی حفظ شود.

#### پِی‌های کم‌عمق محافظت شده در برابر یخ زدگی
در جاهایی که خط یخبندان عمیق است، هزینه‌های حفاری را می‌توان با ساخت پایه‌های کم‌عمق محافظت شده در برابر یخ زدگی کاهش داد. اینها پایه‌هایی هستند که نزدیک به سطح زمین قرار می‌گیرند، اما به گونه‌ای عایق‌بندی شده‌اند که زمین زیر آنها نمی‌تواند یخ بزند. لایه‌های پیوسته عایق در اطراف ساختمان به گونه‌ای قرار می‌گیرند که گرمای وارد شده به خاک در زمستان از داخل ساختمان، خاک زیر پایه‌ها را در دمای بالاتر از انجماد نگه می‌دارد. حتی در زیر ساختمان‌هایی که گرمایش ندارند، عایق‌های حرارتی به‌درستی نصب شده می‌توانند گرمای زمین‌گرمایی کافی را در اطراف پایه‌های کم‌عمق برای جلوگیری از یخ زدگی به دام بیندازند. صفحات عایق مورد استفاده برای پایه‌های کم عمق محافظت شده در برابر یخ زدگی از پلاستیک فوم یا مواد دیگری ساخته شده‌اند که می‌توانند در برابر اثرات رطوبت زمین و فشار زمین مقاومت کنند.

#### پِیهای یکپارچه (raft foundations)

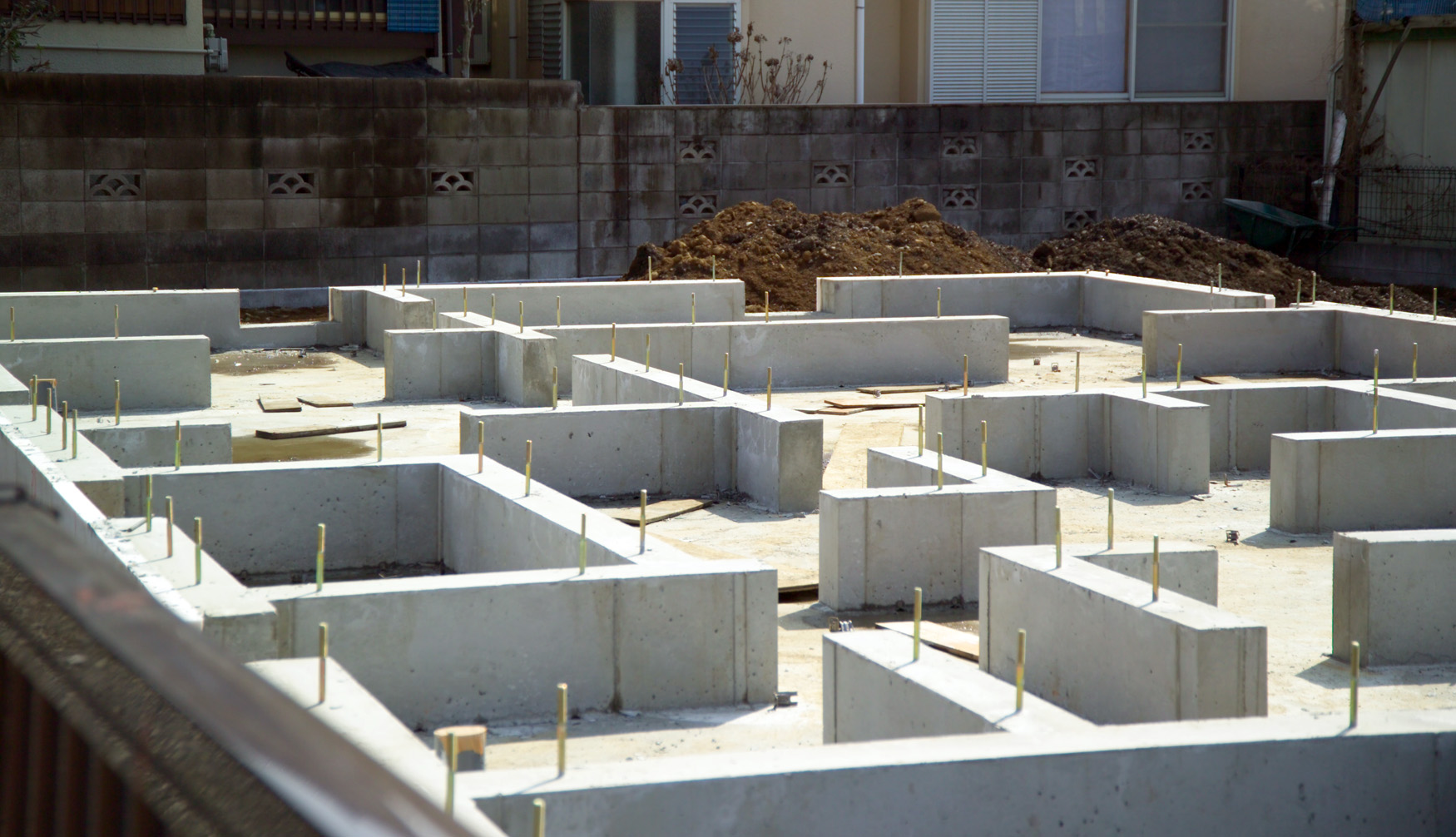
پِی یکپارچه یک ساختمان در ژاپن

در شرایطی که ظرفیت تحمل خاک نسبت به بارهای وارده از ساختمان کم باشد، پایه ستون‌ها ممکن است به قدری نزدیک شوند که ادغام آن‌ها در یک پِی یکپارچه (mat Foundations یا raft foundation) که کل ساختمان را پشتیبانی می‌کند مؤثرتر باشد. پِی‌های یکپارچه برای ساختمان‌های بسیار بلند به شدت تقویت می‌شوند و ممکن است ۱٫۸ متر یا بیشتر ضخامت داشته باشند.
پِی شناور (یا فونداسیون جبرانی) نوع خاصی از پِی‌های یکپارچه است. فونداسیون شناور یک فونداسیون یکپارچه است که در عمقی قرار می‌گیرد که وزن خاک برداشته شده از حفاری، نزدیک به وزن ساختمان ساخته شده در بالا باشد. به این ترتیب بار روی خاک زیرین بسیار کم تغییر می‌کند و نشست به حداقل می‌رسد. به عنوان یک قاعده کلی، وزن یک طبقه از خاک حفاری شده، بسته به تراکم خاک و ساختار ساختمان، تقریباً برابر با پنج تا هشت طبقه روبنا است؛ بنابراین، یک پی جبرانی برای یک ساختمان ۳۰ طبقه، به گودبرداری در عمقی برابر چهار تا شش طبقه نیاز دارد تا توازن لازم، بین خاک حذف شده و بار تحمیلی ساختمان به دست آید.

### پِی‌های عمیق

#### کیسون‌ها

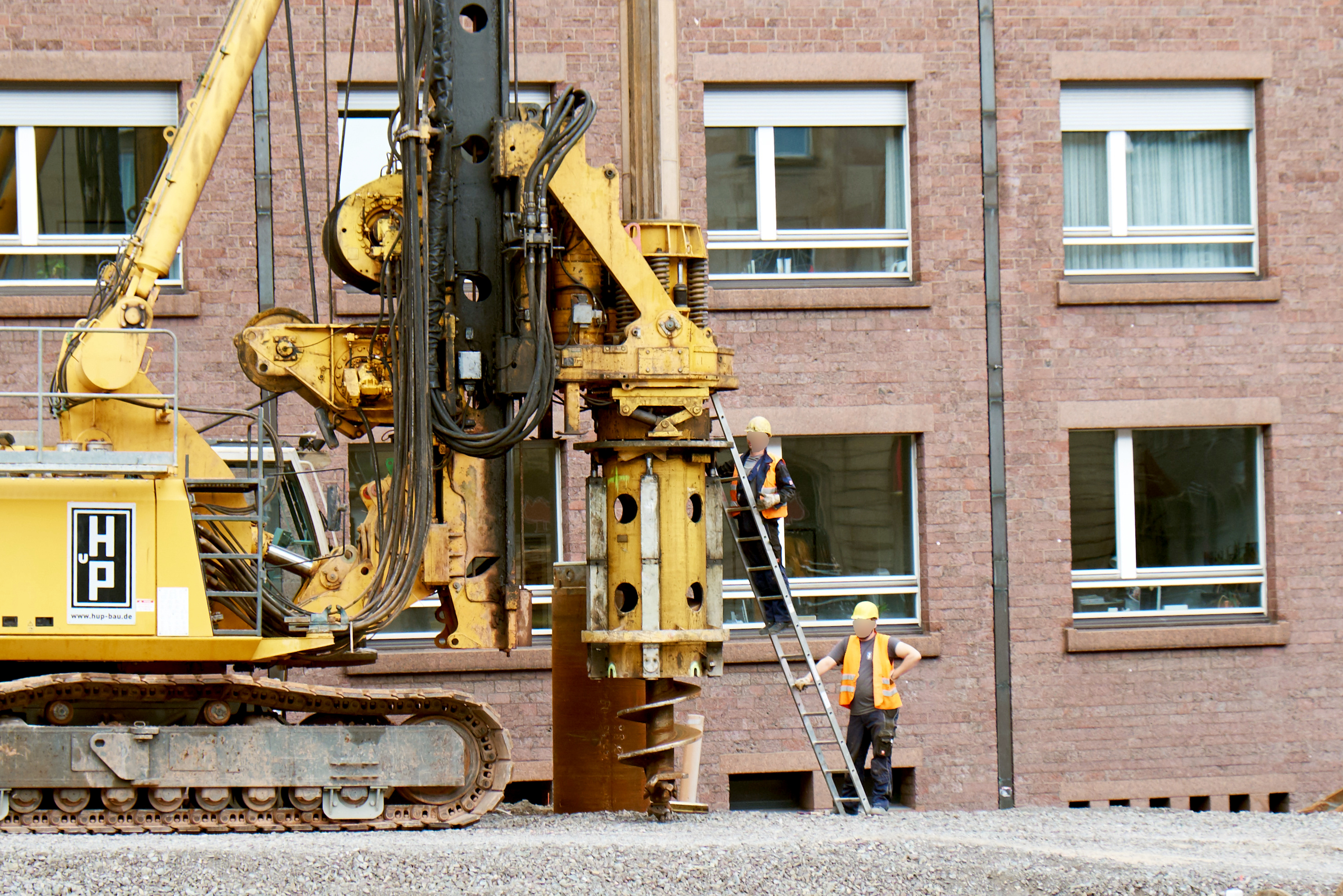
دستگاه و فرایند حفاری سوراخ جهت نصب کیسون یا پایه حفاری‌شده

کیسون (caisson) یا پایه حفاری‌شده (drilled pier) شبیه پایه ستون است که بار را از یک ستون بر روی یک منطقه به اندازه کافی بزرگ از خاک پخش می‌کند که فشار مجاز در خاک بیشتر از حد مجاز نباشد. تفاوت آن با پایه ستون در این است که از درون لایه‌هایی از خاک نامناسب در زیر زیربنای ساختمان امتداد می‌یابد تا به لایه مناسب‌تری برسد. کیسون از طریق حفاری یک سوراخ، شیپوری کردن انتهای آن در صورت لزوم برای دستیابی به مساحت باربر مورد نیاز و سپس پر کردن سوراخ با بتن ساخته می‌شود. از مته‌های مارپیچی (auger drill) بزرگ برای حفاری کیسون استفاده می‌شود.
گاهی اوقات خاک آنقدر پر از گرداله است که از خاکبرداری دستی به جای حفاری استفاده می‌شود. بسته به شرایط خاک، خاک اطراف سوراخ حفر شده ممکن است به‌طور موقت با یک غلاف فولادی استوانه‌ای که در حین پیشرفت مته پایین می‌آید، یا از طریق پر کردن موقت سوراخ با آب یا دوغاب، مشابه ساخت دیوار دوغابی، ساپورت و نگه داشته شود. زمانی که به یک لایه خاک باربر قوی رسیده شود، در صورت نیاز انتهای سوراخ توسط عملیات دستی یا توسط ابزار مخصوص شیپوری شکل می‌شود. سپس سطح باربر خاک در پایین سوراخ بررسی می‌شود تا از کیفیت مورد انتظار اطمینان حاصل شود. در نهایت، سوراخ با بتن پر می‌شود و هر پوشش یا جدار موقتی خارج می‌شود یا پس از بالا آمدن بتن، آب یا دوغاب از داخل آن به بیرون پمپاژ می‌گردد. از تقویت‌کننده به ندرت در بتن استفاده می‌شود، مگر در نزدیکی بالای کیسون، که به سازه ساختمان بالا متصل می‌شود.
کیسون‌ها اجزای فونداسیون بزرگ و مستحکمی هستند. قطر شفت آنها از ۴۶۰ میلی‌متر تا ۳٫۶ متر یا بیشتر متغیر است. کیسون‌های انتها شیپوری فقط در جایی کاربرد دارند که می‌توان شیپوره را در خاکی منسجم که حداقل تا زمان ریختن بتن شکل خود را حفظ می‌کند، حفر شود. در جایی که آب زیرزمینی وجود دارد، پوشش موقت فولادی می‌تواند از سیلابی شدن سوراخ کیسون در طول ساخت آن جلوگیری کند. اما در جایی که لایه باربر قابل نفوذ است، ممکن است آب از زیر، سوراخ را پر کند و ساخت کیسون ممکن است عملی نباشد.

#### شمع‌ها

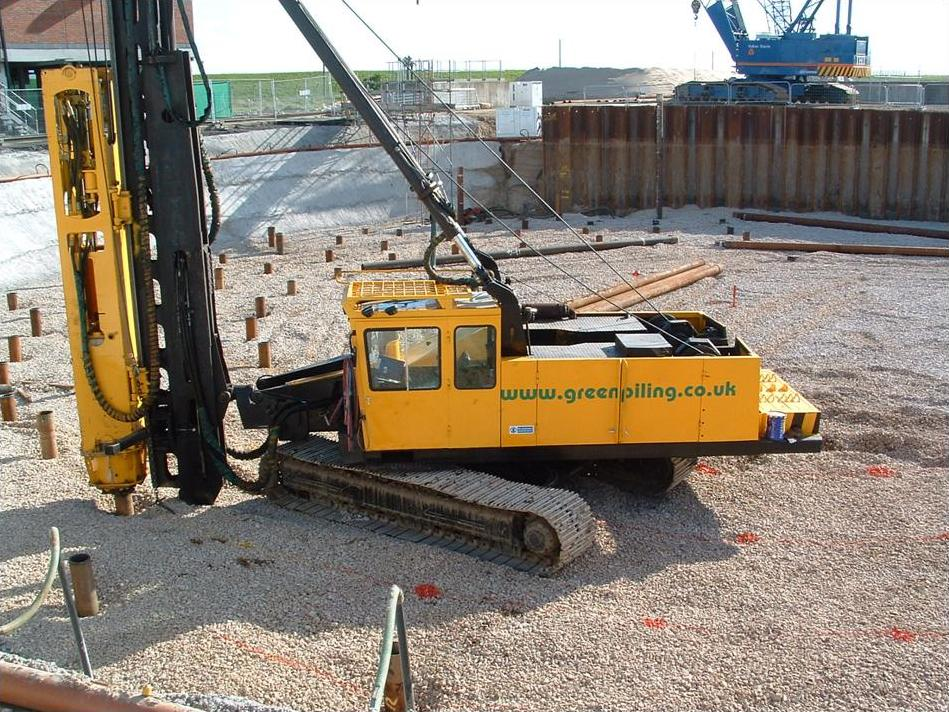
نصب شمع‌های لوله‌ای

شمع‌ها (Piles) باریک‌تر از کیسون‌ها هستند و معمولاً به‌جای حفر سوراخ و بتن‌ریختن، به زور در زمین فرو برده می‌شوند. از شمع در جایی استفاده می‌شود که خاک‌های غیر چسبنده، آب زیرسطحی، یا عمق بیش از حد لایه‌های باربر، استفاده از کیسون‌ها را غیرعملی کند. اگر یک شمع آنقدر در زمین فرو برده شود که نوک آن به یک لایه باربر مناسب مانند سنگ، ماسه‌های متراکم یا شن برسد و انتهای آن بر روی سطح مستحکمی قرار بگیرد به آن شمع اتکایی (end bearing pile) گفته می‌شود. اگر نتوان به هیچ لایه باربر محکمی دست یافت، شمع می‌تواند از طریق مقاومت اصطکاکی بین دو طرف شمع و خاکی که از آن عبور می‌کند، ظرفیت باربری قابل توجهی را ایجاد کند. در این حالت از آن به عنوان شمع اصطکاکی یاد می‌شود. (اغلب شمع‌ها تا حدی ترکیبی از شمع اتکایی و اصطکاکی هستند) شمع‌ها معمولاً در خوشه‌هایی که هر کدام شامل ۲ تا ۲۵ شمع هستند در زمین فرو برده می‌شوند. شمع‌ها در هر خوشه بعداً در بالا توسط یک کلاهک شمع یا سرشمع (pile cap) بتنی مسلح به هم متصل می‌شوند که بار ستون یا دیوار بالا را بین آنهاها توزیع می‌کند.
شمع‌های اتکایی اساساً مانند کیسون‌ها عمل می‌کنند و در مکان‌هایی که می‌توان به یک لایه باربر محکم دسترسی داشت، حتی گاهی اوقات در عمق ۴۵ متری یا بیشتر استفاده می‌شود. هر شمع به سمت امتناع سوق داده می‌شود، یعنی نقطه‌ای که در آن با ضربات مداوم چکش، نفوذ اضافی کمی ایجاد می‌شود، که نشان می‌دهد شمع محکم در لایه باربر جاسازی شده‌است. شمع‌های اصطکاکی یا به عمق از پیش تعیین شده هدایت می‌شوند یا تا زمانی که سطح خاصی از مقاومت در برابر ضربات چکش ایجاد شود (و نه مانند شمع‌های اتکایی تا امتناع). خوشه‌های شمع‌های اصطکاکی بار متمرکز سازه بالا را به حجم زیادی از خاک در اطراف و زیر خوشه توزیع می‌کنند، تا یه سطوح ایمنی از تنش‌ها در خاک رسیده شود.

#### پی(فونداسیون) سازه‌های فلزی
در سازه‌های فلزی مرتفع و باریک مانند دکل دوربین، پایه پرچم، برج نوری و پایه چراغ خیابانی، فونداسیون به عنوان اصلی‌ترین عنصر تحمل‌کننده بار و تأمین‌کننده پایداری سازه عمل می‌کند. این فونداسیون‌ها معمولاً با استفاده از بتن مسلح و بر اساس نتایج محاسبات ژئوتکنیک طراحی می‌شوند تا توان مقابله با نیروهای فشاری، کششی، خمشی و دینامیکی ناشی از باد، لرزش یا بارهای ناگهانی را داشته باشند.
در طراحی چنین پی‌هایی، عواملی نظیر آزمایش خاک، تعیین عمق و ابعاد مناسب، انتخاب آرایش میلگردها، و محل و نحوه مهاربندی پیچ‌های اتصال (Anchor Bolts) اهمیت بالایی دارند. به عنوان مثال، در دکل‌های منوپل یا پایه‌های فلنچی، مهار دقیق بولت‌ها و رعایت تلورانس نصب، نقش حیاتی در عملکرد نهایی سازه دارد.

## عایقکاری و محافظت از فونداسیون‌ها

### ضدآب سازی و زهکشی
در جایی که زیربنای ساختمان، زیرزمین، گاراژ یا سایر فضاهای قابل استفاده را در بر می‌گیرد، آب‌های زیرزمینی باید از آن دور نگه داشته شوند. بتن به تنهایی برای این منظور به ندرت کافی است. رطوبت می‌تواند از درون منافذ میکروسکوپی بتن، یا از طریق مسیرهای ایجاد شده توسط ترک‌های انقباضی، سوراخ‌های پیچ قالب بتن، سوراخ عبور لوله‌ها و کابل‌های برق، یا اتصالاتی که بین ریزش‌های جداگانه بتن ایجاد می‌شود، نفوذ کند. دو استراتژی برای مقاومت در برابر ورود آب استفاده می‌شود: زهکشی و یک مانع آب متشکل از عایق رطوبتی یا پوشش ضدآب.

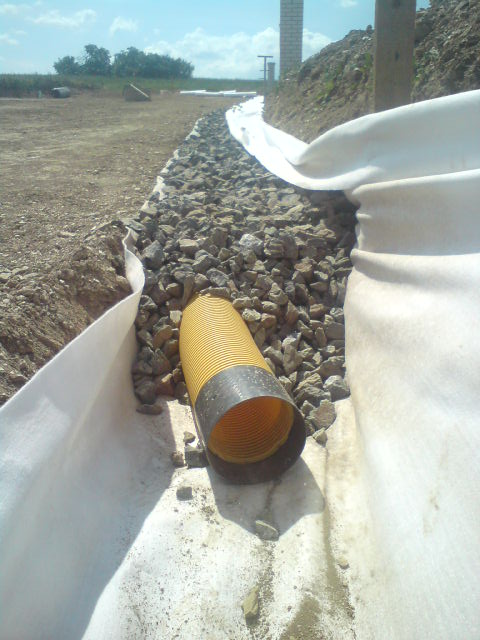
سیستم زهکشی یک آزادراه در حال ساخت که دارای لوله سوراخ‌دار، فیلتر پارچه‌ای و شن به عنوان ماده متخلخل پرکننده است. آب به داخل لوله سوراخ‌دار جمع شده، اما گل و لای. خاک اجازه ورود ندارند.

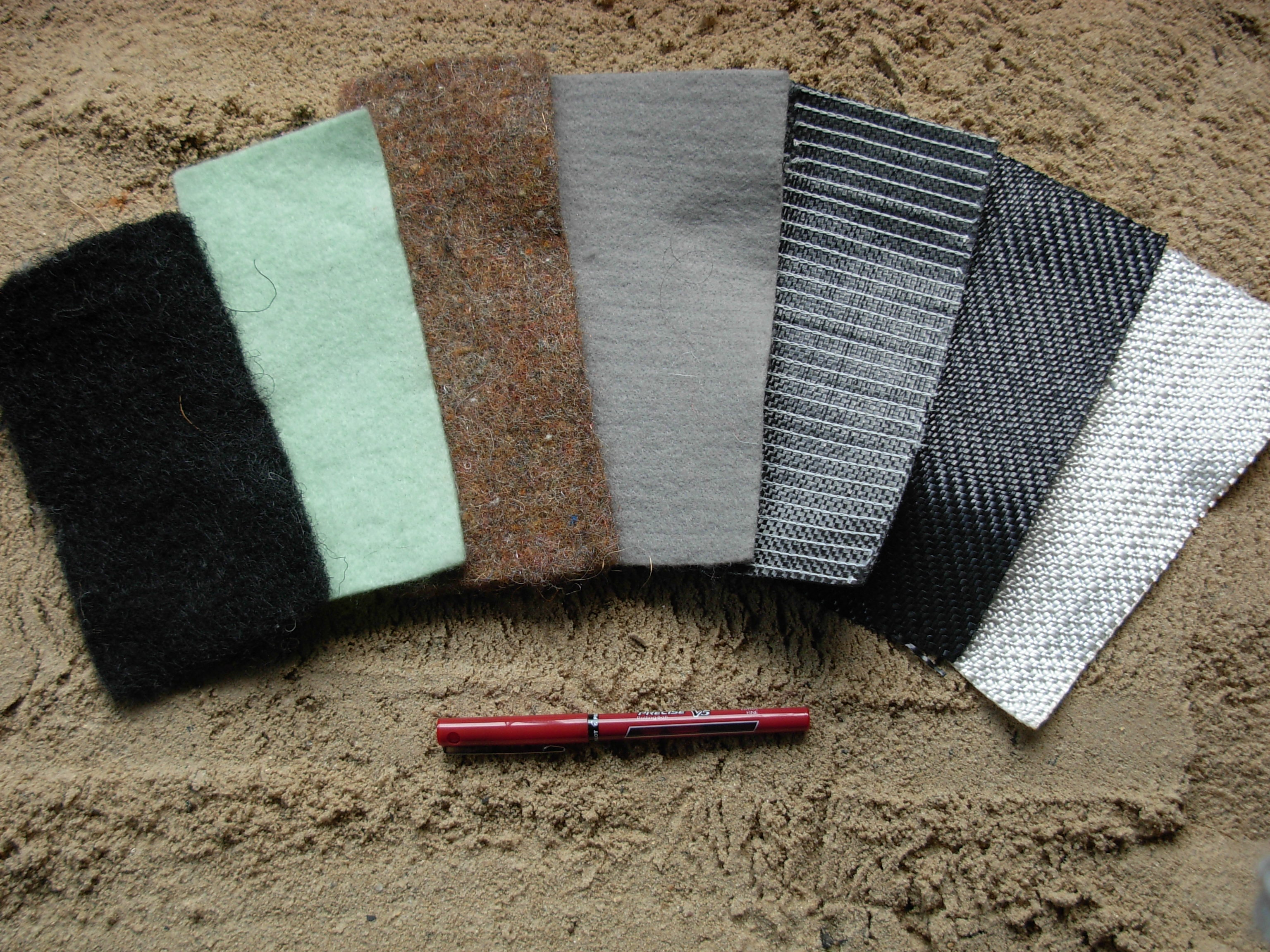
انواع مختلفی از فیلترهای پارچه‌ای

زهکشی، آب‌های زیرزمینی را از فونداسیون دور می‌کند و حجم و فشار آب وارد بر دیوارها و دال‌های پی را کاهش می‌دهد. سیستم زهکشی معمولاً از ترکیبی از مواد پرکن متخلخل (مانند شن‌های کاملاً مرتب شده)، تشک زهکشی (drainage mat) و لوله‌های تخلیه سوراخ‌دار تشکیل شده‌است. تشک زهکشی ورق‌هایی پلاستیکی است که معمولاً حدود نیم اینچ (۱۲ میلیمتر) ضخامت داشته و ساختاری سوراخ سوراخ و متخلخل دارد. تشک زهکشی از یک طرف با فیلتر پارچه‌ای (filter fabric) پوشانده می‌شود که آب را به راحتی عبور می‌دهد اما از ورود ذرات ریز خاک و مسدود شدن مسیرهای آن جلوگیری می‌کند. آب زیرزمینی که به دیوار فونداسیون نزدیک می‌شود از طریق تشک به لوله‌های تخلیه سوراخ‌دار در پایین دیوار می‌ریزد. لوله زهکشی در اطراف محیط بیرونی پی ساختمان گذاشته می‌شود. لوله‌ها ۱۰۰ یا ۱۵۰ میلیمتر قطر دارند و دارای چندین ردیف سوراخ‌های موازی هستند که به آبی که به آن سطح می‌رسد اجازه ورود می‌دهد. سپس آب در لوله‌ها با نیروی گرانش یا به سمت نور خورشید در ارتفاعی در سطح پایین‌تر، سیستم جمع‌آوری آب باران شهری یا چاله‌ای که می‌تواند به‌طور خودکار هر زمان که پر شود، تخلیه کند، جریان می‌یابد.
در بسیاری از زیرسازه‌ها، نوعی مانع برای افزایش حفاظت در برابر ورود آب اضافه می‌شود. عایق رطوبت یا عایق نم (Damp proofing) لایه‌ای از خاک سنگ و سیمان (parge cement) یا ترکیب قیری مقاوم در برابر رطوبت است که در دیوارهای زیرزمین که شرایط آب زیرزمینی شدید نیست یا الزامات عایق آب (waterproofing) حیاتی نیست، اعمال می‌شود. رنگ عایق رطوبتیِ گچ و سیمان، خاکستری روشن بوده و توسط ماله بر روی دیوارها اعمال می‌شود. عایق رطوبتی قیری تقریباً سیاه رنگ است که به صورت مایع و توسط اسپری، غلتک یا ماله اعمال می‌شود. عایق آب در مقایسه با عایق رطوبت، محافظت قوی‌تری در برابر ورود آب ایجاد می‌کند. عایق آب با طراحی و نصب دقیق، می‌تواند به‌طور قابل اعتمادی از فضاهای داخلی در برابر رطوبت در خاک‌های بسیار مرطوب یا حتی زمانی که فونداسیون‌ها در زیر سطح آب اطراف غوطه‌ور هستند و در معرض فشارهای هیدرواستاتیکی مداوم قرار دارند، محافظت کند.
ممبران یا غشاهای ضدآب از پلاستیک، ترکیبات قیری، لاستیک‌های مصنوعی، خاک‌های رس طبیعی و سایر موادی که به اشکال مختلف استفاده می‌شوند، فرموله می‌شوند. ممبران‌های مایع (Liquid-applied membranes) مایعات چسبناکی هستند که پس از اعمال توسط غلتک یا اسپری در محل خشک می‌شوند. این ممبران‌ها بدون درز بوده و به راحتی در اطراف اشکال پیچیده اعمال می‌شوند. ممبران‌های ورقه‌ای نیز وجود دارند که در کارخانه تولید می‌شوند. این ممبران‌ها از نظر کیفیت و ضخامت ثابت هستند، اما اعمال آنها در اطراف اشکال پیچیده دشوارتر است و احتمال وقوع نشتی از محل درزها وجود دارد. غشاهای کاملاً چسبیده (Fully adhered membranes) به‌طور مداوم به بستری که روی آن اعمال می‌شوند متصل شده و شانس انتشار نشتی در زیر غشا را محدود می‌کنند. برخی غشاها به صورت شل قرار می‌گیرند، تا احتمال پارگی غشا در اثر حرکات و جابجایی بستر، کاهش پیدا کند.
دسترسی به عایق رطوبتی زیر سطح پس از تکمیل ساخت وساز دشوار یا غیرممکن است، درحالی‌که عایق‌بندی باید برای کل عمر ساختمان بدون مشکل انجام شود. به همین دلیل برای محافظت در برابر نشت در آینده، غشاها در حین نصب به دقت بررسی می‌شوند. روش‌های آزمایش مختلفی مانند آزمایش آب‌بندی غشاهای افقی نیز ممکن است انجام شود (که در آن غشاء برای مدتی در آب فرورفته و از نظر نشتی بررسی می‌شود). هنگامی که بازرسی و آزمایش کامل شد، غشاها با یک تخته محافظ، تخته عایق یا تشک زهکشی پوشانده می‌شوند تا غشاء را از قرار گرفتن طولانی‌مدت در معرض نور خورشید قبل از پوشاندن محافظت کند و از آسیب در هنگام پر کردن خاک جلوگیری کند.

### عایق حرارتی
آسایش ساکنان و بهره‌وری انرژی مستلزم آن است که زیرزمین‌های مسکونی عایق حرارتی داشته باشند تا از دست دادن گرما به خاک اطراف محدود شود. در قسمت بیرونی دیوار فونداسیون، مواد عایق حرارتی مقاوم در برابر آب با مقاومت فشاری خوب، مانند فوم پلی استایرن اکسترود شده یا صفحات عایق الیاف معدنی، می‌تواند در مقابل دیوار قرار گرفته و توسط چسب، بست یا فشار خاک نگه داشته شود. در قسمت داخلی دیوار، عایق می‌تواند مستقیماً به دیوار متصل شود یا در یک پارتیشن قاب جداگانه که نزدیک به داخل دیوار ساخته شده‌است، نصب شود.
عایق همچنین می‌تواند در خود دیوار پی ادغام شود، مانند قالب بتن عایق. ضخامت عایق‌های متداول از ۱ تا ۴ اینچ (۲۵ تا ۱۰۰ میلی‌متر) متغیر است. معمولاً فقط برای قسمت مشخصی از محیط دال به عایق نیاز است و نه کل زیر دال. چنین عایق محیطی باید از لبه عمودی دال محافظت کند و از ۳۰۰ تا ۱۲۰۰ میلی‌متر در زیر دال، مستقیم به سمت پایین یا به سمت بیرون از لبه دال گسترش یابد. هنگامی که از سیستم‌های لوله توکار مانند گرمایش از کف استفاده می‌شود، عایق‌بندی زیر کل دال مورد نیاز است. دال‌هایی که توسط دیوارهای فونداسیون عایق‌بندی شده محافظت می‌شوند یا به اندازه کافی زیر سطح زمین قرار می‌گیرند، نیازی به عایق‌بندی حرارتی جداگانه ندارند.

### کنترل رادون و گاز خاک
رادون یک گاز سرطان‌زا است که به‌طور طبیعی در خاک وجود دارد و شیوع آن بر اساس منطقه و محل متفاوت است. در جاهایی که غلظت در خاک زیاد است، گازی که از شکاف‌ها و نفوذهای آب‌بندی نشده در فونداسیون تراوش می‌کند می‌تواند تا سطوح ناسالم در داخل ساختمان جمع شود. در مکان‌هایی که در معرض خطر بالا برای انتشار خاک گاز رادون هستند، از کنترل غیرفعال رادون برای به حداقل رساندن نفوذ گاز به داخل ساختمان استفاده می‌شود.

## پایداری و فونداسیون‌ها و کار در سایت
سایت‌های ساختمانی باید به گونه‌ای انتخاب شده و توسعه داده شوند که حفاظت از زیستگاه‌ها و منابع طبیعی، ارتقای الگوهای توسعه پایدار جامعه، ارتقای تنوع زیستی، حفظ کیفیت فضای باز و به حداقل رساندن آلودگی و مصرف غیرضروری انرژی در نظر گرفته شده باشد.

### انتخاب مکان و حفاظت از زمین
- ساخت‌وساز در مناطق پرجمعیت با زیرساخت‌ها و امکانات موجود از قبل، به جای ساخت‌وساز در مناطق دور از منابع اجتماعی، سرزندگی محله را افزایش می‌دهد، سفر با وسایل نقلیه شخصی موتوری را کاهش می‌دهد و از فضای باز توسعه نیافته محافظت می‌کند.[۲۲]
- ساخت‌وساز در نواحی متروکه (brownfield) که قبلاً توسعه یافته، آسیب دیده یا آلوده شده‌است، و طراحی ساختمان به گونه‌ای که آن سایت را بازسازی کند، به کاهش تخریب محیطی قبلی کمک می‌کند.
- انتخاب محل ساختمانی که به خوبی به شبکه‌های موجود حمل‌ونقل عمومی، مسیرهای دوچرخه‌سواری و مسیرهای عابرپیاده متصل باشد، مصرف سوخت، آلودگی هوا و سایر اثرات نامطلوب استفاده از وسایل نقلیه موتوری شخصی را کاهش می‌دهد.[۲۲]
- اجتناب از ساخت‌وساز در زمین‌های کشاورزی خوب، زمین‌های مولد را برای آینده حفظ می‌کند.[۲۲]
- اجتناب از ساخت‌وساز در زمین‌های توسعه نیافته و محیط زیست حساس، از حیات وحش و زیستگاه‌های طبیعی آنها محافظت می‌کند. این زمین‌ها شامل دشت‌های سیلابی، زمین‌هایی که زیستگاه گونه‌های در خطر انقراض یا در معرض خطر را فراهم می‌کند، تالاب‌ها، زمین‌های جنگلی بالغ و چمنزارها، و زمین‌های مجاور پهنه‌های آبی طبیعی می‌شوند.[۲۲]
- اجتناب از ساخت‌وساز در پارک‌های عمومی یا زمین‌های مجاور آب‌های تفریحی باعث حفظ فضای باز عمومی و منابع تفریحی می‌شود.[۲۲]

### طراحی سایت
- حفظ درختان بالغ، اشکال توپوگرافی متمایز، مسیرهای تفریحی، و سایر ویژگی‌های منحصر به فرد سایت، از نابودی دارایی‌های غیرقابل تعویض سایت جلوگیری می‌کند.[۲۲]
- به حداقل رساندن زیربنای ساختمان باعث حفظ فضای باز می‌شود.[۲۲]
- حفاظت و تقویت بخش‌های ساخته نشده از سایت با پوشش گیاهی بومی، فضای سبز و زیستگاه حیوانات را حفظ می‌کند و به حفظ تنوع زیستی کمک می‌کند.[۲۲]
- طراحی مناسب منظر و انتخاب گیاهان و درختان مناسب، نیاز به آبیاری و مصرف بی‌مورد آب را به حداقل می‌رساند.[۲۲]
- با به حداقل رساندن سطح غیرقابل نفوذ زمین و ارائه سیستم‌های زهکشی که امکان جذب مجدد آب باران به زمین را فراهم می‌کند به گونه‌ای که هیدرولوژی طبیعی سایت ساختمان حفظ شود، تقاضا برای سیستم‌های جمع‌آوری آب باران شهری کاهش می‌یابد و آبراه‌های طبیعی در برابر بار اضافی و آلودگی محافظت می‌شود.[۲۲]
- نصب سنگفرش‌های براق یا بازتابنده، اثرات جزیره گرمایی را کاهش داده و یک میکرو اقلیم بهبود یافته هم برای انسان و هم برای حیات وحش ایجاد می‌کند.[۲۲]
- به حداقل رساندن آلودگی نوری در شب یک مزیت برای انسان و حیات وحش شبانه است.[۲۲]
- قرار دادن ساختمان در معرض آفتاب و باد به صورت بهینه، امکان گرمایش و سرمایش منفعل (passive) را فراهم کرده و نور طبیعی روز را در داخل ساختمان به حداکثر می‌رساند، که همه اینها استراتژی‌هایی هستند که مصرف انرژی ساختمان را کاهش و رفاه و بهره‌وری ساکنان را افزایش می‌دهند.[۲۲]
- اجتناب از سایه‌اندازی غیر ضروری ساختمان‌های مجاور، از منابع نور طبیعی و گرمای مفید خورشیدی آن ساختمان‌ها محافظت می‌کند.[۲۲]

### کار سایت
- حفاظت از چشم‌انداز در طول ساخت‌وساز از نابودی درختان و پوشش گیاهی که جایگزینی آنها دشوار یا غیرممکن است جلوگیری می‌کند.[۲۲]
- اقدامات کنترل فرسایش در طول ساخت‌وساز، نابودی خاک توسط باد یا آب را به حداقل می‌رساند، از گرفتن نهرها و فاضلاب‌ها توسط رسوب جلوگیری می‌کند و آلودگی هوا توسط گرد و غبار یا ذرات را به حداقل می‌رساند.[۲۲]
- علامت‌گذاری و آماده‌سازی صحیح راه‌های دسترسی وسایل نقلیه ساختمانی، از تراکم بیش از حد خاک جلوگیری کرده و صدا، گرد و غبار، آلودگی هوا و ناراحتی همسایه‌ها و مکان‌های مجاور را به حداقل می‌رساند.[۲۲]
- بازیافت زباله‌های ساختمانی، از انباشت زمین توسط زباله‌های جامد جلوگیری می‌کند.[۲۲]

### عملکرد انرژی
- عایق‌بندی مناسب زیرزمین‌ها باعث کاهش مصرف انرژی ساختمان و بهبود آسایش ساکنان می‌شود.[۲۲]

### اثرات چرخه عمر ساختمان و مواد
- بازسازی یا نوسازی یک ساختمان موجود، به جای ساخت یک ساختمان جدید، باعث صرفه‌جویی در مصرف انرژی و مصالح ساختمانی می‌شود. با اجتناب از تخریب، نوسازی همچنین مقادیر زیادی از مواد زائد را از محل دفن زباله منحرف می‌کند.[۲۲]

### مواد و انتشارات ناسالم
- در مناطقی که رادون یا سایر گازهای خاکی خطرناک زیاد هستند، سیستم‌های بازدارنده و تهویه از ساکنان ساختمان در برابر گازهای ناسالم محافظت می‌کنند.[۲۲]